# Purpurdagen

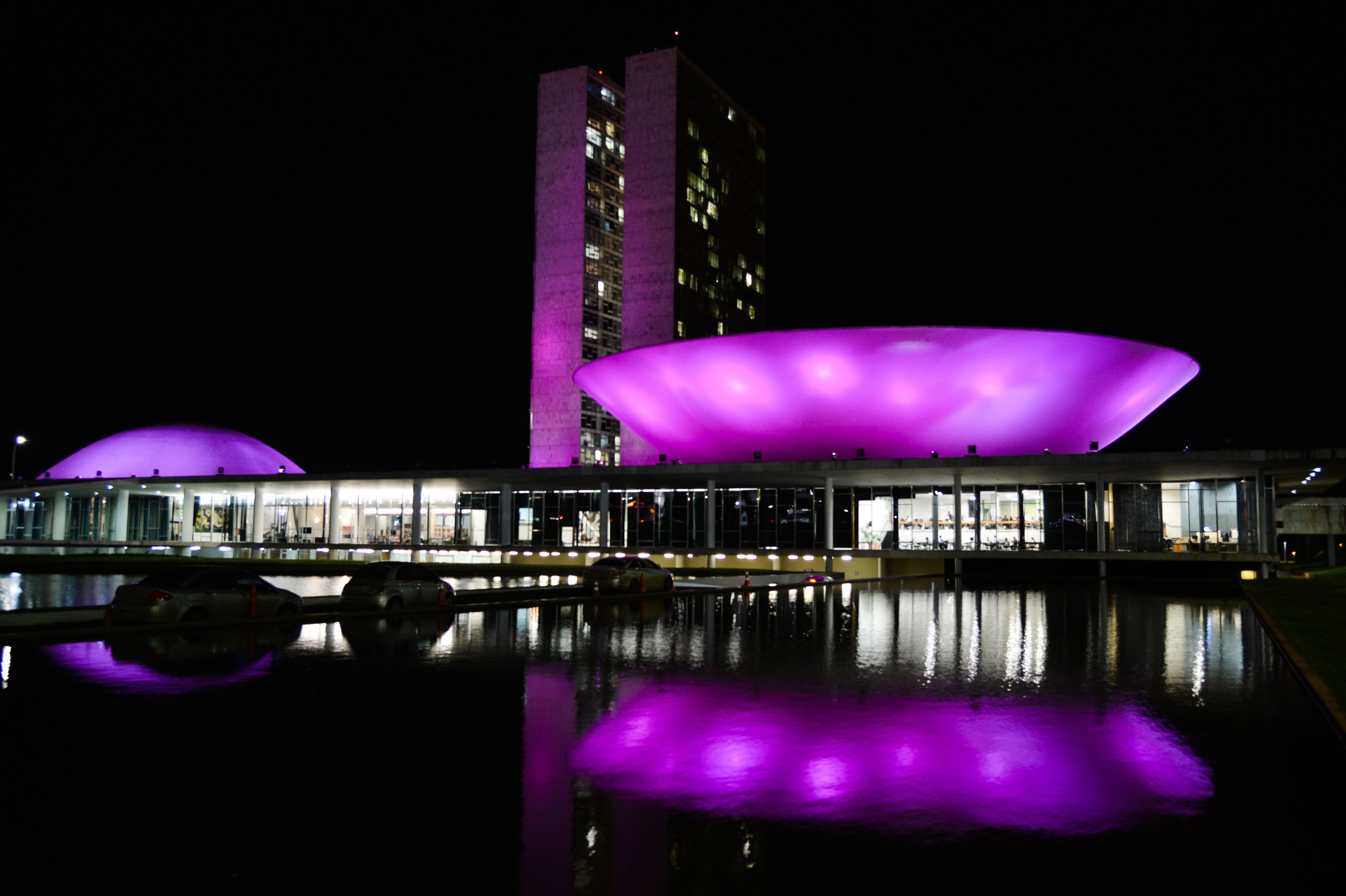
Brasiliens nationalkongress upplyst i lila på Purpurdagen.

Purpurdagen är ett evenemang som utformades för att uppmärksamma och öka medvetenheten för nervsjukdomen epilepsi. Evenemangets mål är att slå hål på myter och rädslor om sjukdomen, minska den sociala stigmatiseringen och uppmuntra den som lever med epilepsi att vidta åtgärder i samhället för att uppnå dessa mål. Dagen infaller årligen den 26 mars.